# Побуна Ана Лушана
Побуна Ана Лушана је била разорна унутрашња побуна против кинеске династије Танг. Почела је отворено 16. децембра 755. године нове ере када је генерал Ан Лушансебе прогласио императором у северној Кини и тиме успоставио ривалску династију Јан.
Побуна се протегла на владавину три различита цара династије Танг пре него што је угушена, а у сукобу су учествовали бројни обласни моћници: против царске војске и лојалиста Танга бориле су се супарничке антитанговске породице, посебно у Лушановој родној области Хебеј, затим Арапи, Ујгури и Согдијанци, између осталих.
Ан Лушан је убијен 757, а буна је угушена 763. године.
Побуна и последични неред у држави резултирао је великим бројем жртава и великим разарање. Значајно је ослабио династију Танг и довео до губитка западних области империје.